# Línea Hibiya
La Línea Hibiya (東京地下鉄日比谷線 Tōkyō Chikatetsu Hibiya-sen?) es una línea del metro de Tokio, Japón. Su color en mapas y diagramas es el gris, y sus estaciones llevan la letra H seguida de su correspondiente número. Su número de planificación de línea es el 03. Interopera con la Línea Tokyu Toyoko en la estación Naka-Meguro y con la línea Tobu Isesaki en la estación Kita-Senju.

## Historia
La Línea Hibiya fue la tercera línea de metro construida en Tokio, después de la línea Ginza y la línea Marunouchi. 
Su plan básico fue elaborado por una comisión del Ministerio de Transporte en 1957. Llamada Línea 2 en el aquel momento, fue diseñado para conectar Naka-Meguro, en el sudoeste de Tokio con Kita-Koshigaya en el noreste de la ciudad. El noreste de la extensión completa de la línea planificada nunca fue construido, cubriéndose este servicio en la actualidad con el ferrocarril Tobu, con su mismo recorrido. 
La línea de ruta es similar en una parte a de la línea Ginza: sin embargo, la línea Hibiya fue diseñado para servir a un importante número de distritos que no se encontraban vinculados a esta, como Ebisu, Roppongi, Tsukiji, kayabacho y Senju.
El trabajo de su construcción comenzó en 1959. La línea se inauguró en etapas: la parte norte, entre Kita-Senju y Ningyochō, estaba en funcionamiento en mayo de 1962, y la sección sur, entre Naka-Meguro y Kasumigaseki, fue inaugurado en marzo de 1964. El último segmento, puente-Higashi Ginza y Kasumigaseki, se inauguró el 29 de agosto de 1964, pocas semanas antes de la ceremonia de apertura de los Juegos Olímpicos de 1964. La Línea Hibiya fue una de las líneas afectadas por el atentado con gas sarín de 1995.

## Estaciones
Todas las estaciones están localizando en Tokio.
| Código                                                                              | Estación         | Japonés      | Longitud (km)    | Longitud (km) | Transferencias | Ubicación |
| Código                                                                              | Estación         | Japonés      | Entre estaciones | Total         | Transferencias | Ubicación |
| ----------------------------------------------------------------------------------- | ---------------- | ------------ | ---------------- | ------------- | --- | --------- |
| H-01                                                                                | Naka-Meguro      | 中目黒       | -                | 0,0           | Línea Tōkyū Tōyoko | Meguro    |
| H-02                                                                                | Ebisu            | 恵比寿       | 1,0              | 1,0           | - Línea Yamanote - Línea Saikyō - Línea Shōnan-Shinjuku | Shibuya   |
| H-03                                                                                | Hiroo            | 広尾         | 1,5              | 2,5           | | Minato    |
| H-04                                                                                | Roppongi         | 六本木       | 1,7              | 4,2           | Línea Toei Ōedo (E-23) | Minato    |
| H-05                                                                                | Kamiyachō        | 神谷町       | 1,5              | 5,7           | | Minato    |
| H-06                                                                                | Toranomon Hills  | 虎ノ門ヒルズ | 0,8              | 6,5           | Línea Ginza (Toranomon:G-07) | Minato    |
| H-07                                                                                | Kasumigaseki     | 霞ケ関       | 0,5              | 7,0           | - Línea Marunouchi (M-15) - Línea Chiyoda (C-08) | Chiyoda   |
| H-08                                                                                | Hibiya           | 日比谷       | 1,2              | 8,2           | - Línea Chiyoda (C-09) - Línea Toei Mita (I-08) - Línea Yūrakuchō (Yūrakuchō: Y-18) - Línea Yamanote (Yūrakuchō) - Línea Keihin-Tōhoku (Yūrakuchō) | Chiyoda   |
| H-09                                                                                | Ginza            | 銀座         | 0,4              | 8,6           | - Línea Ginza (G-09) - Línea Marunouchi (M-16) | Chūō      |
| H-10                                                                                | Higashi-Ginza    | 東銀座       | 0,4              | 9,0           | Línea Toei Asakusa (A-11) | Chūō      |
| H-11                                                                                | Tsukiji          | 築地         | 0,6              | 9,6           | | Chūō      |
| H-12                                                                                | Hatchōbori       | 八丁堀       | 1,0              | 10,6          | Línea Keiyō | Chūō      |
| H-13                                                                                | Kayabachō        | 茅場町       | 0,5              | 11,1          | Línea Tōzai (T-11) | Chūō      |
| H-14                                                                                | Ningyōchō        | 人形町       | 0,9              | 12,0          | - Línea Toei Asakusa (A-14) - Línea Hanzōmon (Suitengumae: Z-10) | Chūō      |
| H-15                                                                                | Kodemmachō       | 小伝馬町     | 0,6              | 12,6          | | Chūō      |
| H-16                                                                                | Akihabara        | 秋葉原       | 0,9              | 13,5          | - Línea Yamanote - Línea Keihin-Tōhoku - Línea Chūō-Sōbu - Tsukuba Express (01) | Chiyoda   |
| H-17                                                                                | Naka-Okachimachi | 仲御徒町     | 1,0              | 14,5          | - Línea Toei Ōedo (Ueno-Okachimachi: E-09) - Línea Yamanote (Okachimachi) - Línea Keihin-Tōhoku (Okachimachi) - Línea Ginza (Ueno-Hirokoji: G-15) | Taitō     |
| H-18                                                                                | Ueno             | 上野         | 0,5              | 15,0          | - Línea Ginza (G-16) - Tohoku Shinkansen - Yamagata Shinkansen - Akita Shinkansen - Joetsu Shinkansen - Hokuriku Shinkansen - Línea Yamanote - Línea Keihin-Tōhoku - Línea Utsunomiya - Línea Takasaki - Línea Jōban (Rápida) - Línea Keisei (Keisei Ueno) | Taitō     |
| H-19                                                                                | Iriya            | 入谷         | 1,2              | 16,2          | | Taitō     |
| H-20                                                                                | Minowa           | 三ノ輪       | 1,2              | 17,4          | Línea Toden Arakawa (Minowabashi) | Taitō     |
| H-21                                                                                | Minami-Senju     | 南千住       | 0,8              | 18,2          | - Línea Jōban (Rápida) - Tsukuba Express (04) | Arakawa   |
| H-22                                                                                | Kita-Senju       | 北千住       | 2,1              | 20,3          | - Línea Chiyoda (C-18) - Línea Jōban (Rápida) - Línea Skytree - Tsukuba Express (05) | Adachi    |
| ↓ Servicio recíproco de Ferrocarriles Tōbu a Tōbu-Dōbutsu-Kōen y Minami-Kurihashi ↓ |                  |              |                  |               | |           |